# Лукінюк Михайло Васильович
Миха́йло Васи́льович Лукіню́к (нар. 17 лютого 1950 р. в с. Черепківці Глибоцького району Чернівецької області) — український письменник, публіцист, науковець. Член Національної спілки письменників України (з 2012).

## Життєпис
Народився 17 лютого 1950 року на Буковині — в селі Черепківцях (нині це село у Глибоцькій селищній громаді Чернівецького району Чернівецької області), в родині залізничника, ветерана війни. Закінчив сільську школу-восьмирічку, потім — Чернівецький залізничний технікум. Працював колійним робітником на будівництві залізниці в Кольському Заполяр'ї, а відтак — бригадиром на залізничних коліях Західного Сибіру (РРФСР). Строкову військову службу пройшов на кораблях військово-морського флоту (1969—1973), старшина команди радіометристів артилерійських, керуючий вогнем комплексу ППО. Після демобілізації працював у Чернівцях на заводі «Гіріконд» налагоджувальником електровакуумного устаткування.
Вищу освіту здобув на факультеті хімічного машинобудування (нині — інженерно-хімічний факультет) Київського політехнічного інституту (1980), після чого працював за направленням у Всесоюзному НДІ нафтопереробної та нафтохімічної промисловості. З 1983 року працює на кафедрі автоматизації хімічних виробництв (з 2020 р. — кафедра технічних та програмних засобів автоматизації) Національного технічного університету України «Київський політехнічний інститут імені Ігоря Сікорського»: науковий співробітник, викладач спеціальних технічних дисциплін.
Автор (співавтор) більш як сотні наукових і методичних публікацій, серед них 11 навчальних посібників, зокрема виданих у Києві: «Технологічні вимірювання та прилади» (2002; 2007); «Автоматизація типових технологічних процесів» (2008); «Контроль і керування хіміко-технологічними процесами» (кн. 1–2. 2012) та ін. Веде дипломне та курсове проєктування. Має 17 авторських свідоцтв СРСР на винаходи та 20 патентів України на корисну модель.
Живе в Києві. Одружений, має двох дочок і чотирьох онучок.

## Творчість
Автор збірки поезій «Сполохи серця» (1996), книжок «Україна — Крим — Росія: сучасне на тлі минулого, або старі міфи і нова реальність взаємин» (2000) та «Обережно: міфи! Спроба системного підходу до висвітлення фальшувань історії України» (2003; 2013), пригодницької трилогії «Фарватери долі» (2010), книжки «Руйнуймо міфи!» (2014; 2016); «„Мышебратья“, або Антидот від „триединой“ брехні» (2021, усі — Київ) та «Полемические заметки по крымско-украинско-российской истории» (2018, LAP LAMBERT Academic Publishing, Німеччина). У своїх творах показує справжню суть і пропагандистську спрямованість брехливих імперських антиісторичних міфів, що перекручують минувшину України і сприяють присвоєнню московитами історії України-Руси. Автор статей науково-технічного спрямування й історичної публіцистики.
Редактор-упорядник альманаху поезій «Щирого серця слова: З політехнічного Парнасу» (К., 1998), засновник і голова літературно-історичного клубу НТУУ «КПІ» «Поліпарнас» (1998—2006), головний редактор літературно-художнього альманаху «Крила» (2001—2006). Створив авторську програму «Від міфів до правди» на Українському радіо (ТВО художніх програм, цикл «Нова Україна», 2001). Перебував у творчій поїздці письменників на Донеччину в зону проведення АТО в час війни на сході України (12—15.10.2015).

## Відзнаки
- Премія Літературно-наукового конкурсу Фонду Воляників — Швабінських при Фундації Українського вільного університету (Нью-Йорк, США) (2006) — за книжку «Обережно: міфи!»[4]
- Міжнародна літературно-мистецька премія ім. Пантелеймона Куліша — за книжку «Руйнуймо міфи!» (2017)[5]
- Диплом Рейтингової акції творчих спілок «Книжка року-2014» у номінації «Публіцистика» — за краще дослідження історії українсько-російських відносин. Книжка «Руйнуймо міфи!», 2014 (2015)[6]
- Диплом першого ступеня лауреата премії НТУУ «КПІ» в конкурсі на кращі підручники, навчальні посібники та монографії (2016) — за навчальний посібник «Контроль і керування хіміко-технологічними процесами» (у двох книгах)[7]
- Нагрудний знак «Винахідник СРСР»